# Capriate San Gervasio
Capriate San Gervasio é uma comuna italiana da região da Lombardia, província de Bérgamo, com cerca de 7.257 habitantes. Estende-se por uma área de 5,83 km², tendo uma densidade populacional de 1451 hab/km². Faz fronteira com Bottanuco, Brembate, Canonica d'Adda, Filago, Trezzo sull'Adda (MI), Vaprio d'Adda (MI).

## Demografia
| Variação demográfica do município entre 1861 e 2011                               |
|                                                                                   |
| Fonte: Istituto Nazionale di Statistica (ISTAT) - Elaboração gráfica da Wikipedia |